# Ulrich Stutz
Georg Ulrich Stutz (født 5. maj 1868 i Zürich, død 6. juli 1938 i Berlin) var en schweizisk-tysk retslærd.
Stutz studerede i Schweiz og Tyskland, blev Dr. jur. 1892, konstitueret professor i Basel 1894, virkede tillige som dommer, 1895 ekstraordinær professor, 1896 ordentlig professor i Freiburg i. B., 1904 i Bonn, 1916 i Berlin. Han var en af sin tids mest fremragende dyrkere af kirkeretten og dens historie, hans dybtgående og grundlærde forskninger har vundet nyt land for kirkeretshistorien. Som student udgav han Das Verwandtschaftsbild des Sachsenspiegels und seine Bedeutung für die sächsische Erbfolgeordnung (1890), der efterfulgtes af Die Eigenkirche als Element des mittelalterlich germanischen Kirchenrechtes (1895), det grundlæggende Geschichte des kirchlichen Benefizialwesens von seinen Anfängen bis auf die Zeit Alexanders III, I (1895), Die Rechtsnatur des Verlöbnisses nach deutschem bürgerlichem Recht (1900), talen Das Münster zu Freiburg im Breisgau in Lichte rechtsgeschichtlicher Betrachtung (1901), Das Preussische Allgemeine Landrecht und der Eigentümer des Kirchenguts (1905), Die kirchliche Rechtsgeschichte (1905), Der neueste Stand des deutschen Bischofswahlrechtes (1909), Karls der Grossen divisio von Bistum und Grafschaft Chur (1909), Das Eigenkirchenvermögen nach den Freisinger Traditionen (1911), Höngger Meiergerichtsurteile des 16. und 17. Jahrhunderts (1912), Die katholische Kirche und ihr Recht in den preussischen Rheinländern (1915) og Der Geist des Codex iuris canonici (1918). I 1918 blev Stutz medlem af det Preussiske Videnskabsakademi, i hvis Sitzungsberichte han har offentliggjort afhandlinger som Die Schweiz in der Deutschen Rechtsgeschichte (1920), Das Bonner evangelische Universitätspredigeramt in seinem Verhältnis zu Stadt, Kirche und Gemeinde (1921), Reims und Mainz in der Königswahl des zehnten und zu Beginn des elften Jahrhunderts (1921), Kurfürst Johann Sigismund von Brandenburg und das Reformationsrecht (1922) og Die päpstliche Diplomatie unter Leo XIII nach den Denkwürdigkeiten des Kardinals Domenico Ferrata (1925). Fra 1902 har Stutz udgivet Kirchenrechtliche Abhandlungen, hvori der er fremkommet en række værdifulde arbejder. I 1904 stiftede han et kirkeretligt seminar i Bonn, 1917 i Berlin; fra 1908 har han været redaktør af den germanistiske afdeling af Zeitschrift der Savigny-Stiftung für Rechtsgeschichte, af hvilket der fra 1911 udkommer en 3. kanoniskretlig afdeling under Stutz' ledelse; i det nævnte tidsskrift — for øvrigt også i andre tidsskrifter — har han skrevet en mængde afhandlinger, Die Cistercienser wider Gratians Dekret (1919), Die Abstimmungsordnung der Goldenen Bulle (1922) og mange andre —, fine og rammende biografier af Hugo Loersch, Heinrich Brunner, Richard Schröder, Otto von Gierke, Andreas Heusler og andre, anmeldelser og lignende. I Holtzendorff-Kohlers Encyklopädie der Rechtswissenschaft (6. oplag 1904, 7. oplag 1913-15) forfattede Stutz afsnittet Kirchenrecht. Også i det praktiske kirkeliv har Stutz taget virksom del.